# Renault Type AB
Der Renault Type AB war ein frühes Personenkraftwagenmodell von Renault. Es war das erste Mal, dass Renault einen Typencode aus zwei Buchstaben verwendete. Er wurde auch 14 CV genannt.

## Beschreibung
Dieses Modell von 1905 basierte auf dem zur gleichen Zeit angebotenen Renault Type X. Es gab die Ausführungen Type AB (a) und Type AB (b).
Ein wassergekühlter Vierzylindermotor mit 90 mm Bohrung und 120 mm Hub leistete aus 3054 cm³ Hubraum 14 PS. Die Motorleistung wurde über eine Kardanwelle an die Hinterachse geleitet.
Der Radstand des Type AB (a) war kürzer als die 272 cm des Type X (a) und der des Type AB (b) war länger als die 291 cm des Type X (b). Genaue Daten sind allerdings nicht überliefert.